# Giro del Veneto 1955
Il Giro del Veneto 1955, ventottesima edizione della corsa, si svolse il 13 giugno 1955 su un percorso di 267 km con partenza e arrivo a Padova. Fu vinto dall'italiano Adolfo Grosso, che completò il percorso in 7h55'27" precedendo per distacco i connazionali Pierino Baffi e Walter Serena. Conclusero la prova 17 dei 38 ciclisti al via.

## Percorso
Organizzato dalla Società Ciclisti Padovani, il Giro del Veneto 1955 prese il via da Padova e superò nell'ordine Cittadella (km 27), Bassano del Grappa (km 41), Thiene (km 64), Cavrari sull'Altopiano dei Sette Comuni, Asiago (km 100), il Passo Vezzena (km 119), il Passo Sommo, Rovereto, il Pian delle Fugazze, Schio e Vicenza (km 234); l'arrivo fu al velodromo Giovanni Monti di Padova dopo 267 km di corsa.

## Squadre partecipanti
Parteciparono alla prova quattro squadre di marca e numerosi indipendenti iscritti individualmente, per un totale di 38 ciclisti al via. Alla vigilia come favoriti per la vittoria finale venivano indicati Gastone Nencini (che però non prese il via), Bruno Monti e Aldo Moser.
| N.    | Cod. | Squadra        |
| ----- | ---- | -------------- |
| 1-6   |      | Atala-Pirelli  |
| 7-12  |      | Lygie          |
| 13-19 |      | Torpado        |
| 20-26 |      | Indipendenti   |
| 27-34 |      | Leo-Chlorodont |
| 35-45 |      | Indipendenti   |

## Ordine d'arrivo (Top 10)
| Pos. | Corridore          | Squadra        | Tempo    |
| ---- | ------------------ | -------------- | -------- |
| 1    | Adolfo Grosso      | Atala-Pirelli  | 7h55'27" |
| 2    | Pierino Baffi      | Nivea-Fuchs    | a 1'10"  |
| 3    | Walter Serena      | Leo-Chlorodont | s.t.     |
| 4    | Cleto Maule        | Torpado        | a 5'25"  |
| 5    | Danilo Barozzi     | Atala-Pirelli  | s.t.     |
| 6    | Bruno Monti        | Lygie          | s.t.     |
| 7    | Aldo Moser         | Torpado        | s.t.     |
| 8    | Eugenio Bertoglio  | Leo-Chlorodont | s.t.     |
| 9    | Remo Fornasiero    | Torpado        | a 13'17" |
| 10   | Giovanni Pettinati | Torpado        | s.t.     |